# 尾崎三郎
尾崎 三郎（おざき さぶろう、1942年 - 2021年）は、日本の大蔵官僚、税理士。元国税庁熊本国税局長。元ビジネス会計人クラブ名誉相談役。

## 人物・経歴
大阪生まれ。1961年国税庁大阪国税局入局。1967年大阪市立大学法学部卒業。国税庁直税部資産税課実査官、国税庁直税部資産税課審理第一係長を経て、1986年国税庁直税部資産税課課長補佐、1993年国税庁大阪国税局彦根税務署長、1995年国税庁大阪国税局課税第一部資産税課長、1999年国税庁課税部資産税課長、2000年国税庁熊本国税局長、2001年退官、尾崎税理士事務所所長。ミロク情報サービスMJS税経システム研究所税務システム研究会顧問、ビジネス会計人クラブ名誉相談役なども務めた。

## 著作
- 『相続税法基本通達逐条解説（平成11年版）』大蔵財務協会
- 『相続税法基本通達逐条解説（平成12年版）』大蔵財務協会
- 『相続税・贈与税関係租税特別措置法通達逐条解説』大蔵財務協会
- 『新しい株式譲渡益課税のあらまし』大蔵財務協会税のしるべ総局
- 『詳説　自社株評価』（監修）清文社
- 『最新　自社株評価のポイントと改正点』（共著）税務経理協会